# Google Crowdsource
Google Crowdsource, également connu sous le nom de Crowdsource by Google, Crowdsource ou Community Collaboration est une plateforme de production participative (crowdsourcing) développée par Google et visant à améliorer un grand nombre de services Google par la formation de différents algorithmes par des utilisateurs bénévoles.

## Caractéristiques
Crowdsource comprend différents types de tâches. Chacune fournit à Google des informations différentes qui peuvent être fournies comme données de formation à ses algorithmes d'apprentissage automatique. Dans la description de l'application dans Google Play, Google appelle ces tâches des "microtâches" qui ne devraient pas prendre plus de 5 à 10 secondes.

### Langues
Crowdsource est actuellement disponible dans les langues suivantes : Afrikaans, albanais, allemand, amharique, arabe, arménien, assamais, azéri, bahasa (Indonésie), bahasa (malais), bengali, biélorusse, birman, bosniaque, bulgare, kannada, cantonais, catalan, cebuano, tchèque, cherokee, chichewa, chinois (simplifié), chinois (traditionnel), cingalais, coréen, corse, croate, Créole haïtien, danois, dzongkha, estonien, basque, finlandais, français, français (Canada), frison, gaélique écossais, galicien, géorgien, grec, gujarati, haoussa, hawaïen, hébreu, hindi, hmong, hongrois, igbo, indonésien, irlandais, islandais, slovaque, slovène, espagnol, Italien, japonais, javanais, khmer, kazakh, kinyarwanda, kirghize, kurde, kurde de Sorani, laotien, latin, letton, lituanien, luxembourgeois, macédonien, malayalam, malaisien, malgache, maltais, maltais, marathi, mongol, néerlandais, népalais, norvégien, oriya, pachtou, persan, polonais, portugais, panjabi, romanche, roumain, Russe, samoan, serbe (alphabet cyrillique), serbe, sesoto, shona, sicilien, sindhi, somali, sundanais, swahili, suédois, tadjik, tamazight, tagalog (philippin), Thai, tamoul, tartre, télougou, tibétain, turc, turkmène, ukrainien, ouïgour, ourdou, ouzbek, vietnamien, wolof, xhosa, yiddish, yoruba et zoulou.